# São Caetano de Odivelas (ort)
São Caetano de Odivelas är en ort i Brasilien.   Den ligger i kommunen São Caetano de Odivelas och delstaten Pará, i den nordöstra delen av landet, 1 700 km norr om huvudstaden Brasília. São Caetano de Odivelas ligger 8 meter över havet och antalet invånare är 8 862.
Terrängen runt São Caetano de Odivelas är mycket platt. Närmaste större samhälle är Vigia, 18,1 km sydväst om São Caetano de Odivelas.
I omgivningarna runt São Caetano de Odivelas växer i huvudsak städsegrön lövskog. Runt São Caetano de Odivelas är det glesbefolkat, med 19 invånare per kvadratkilometer.